# Bunkobon

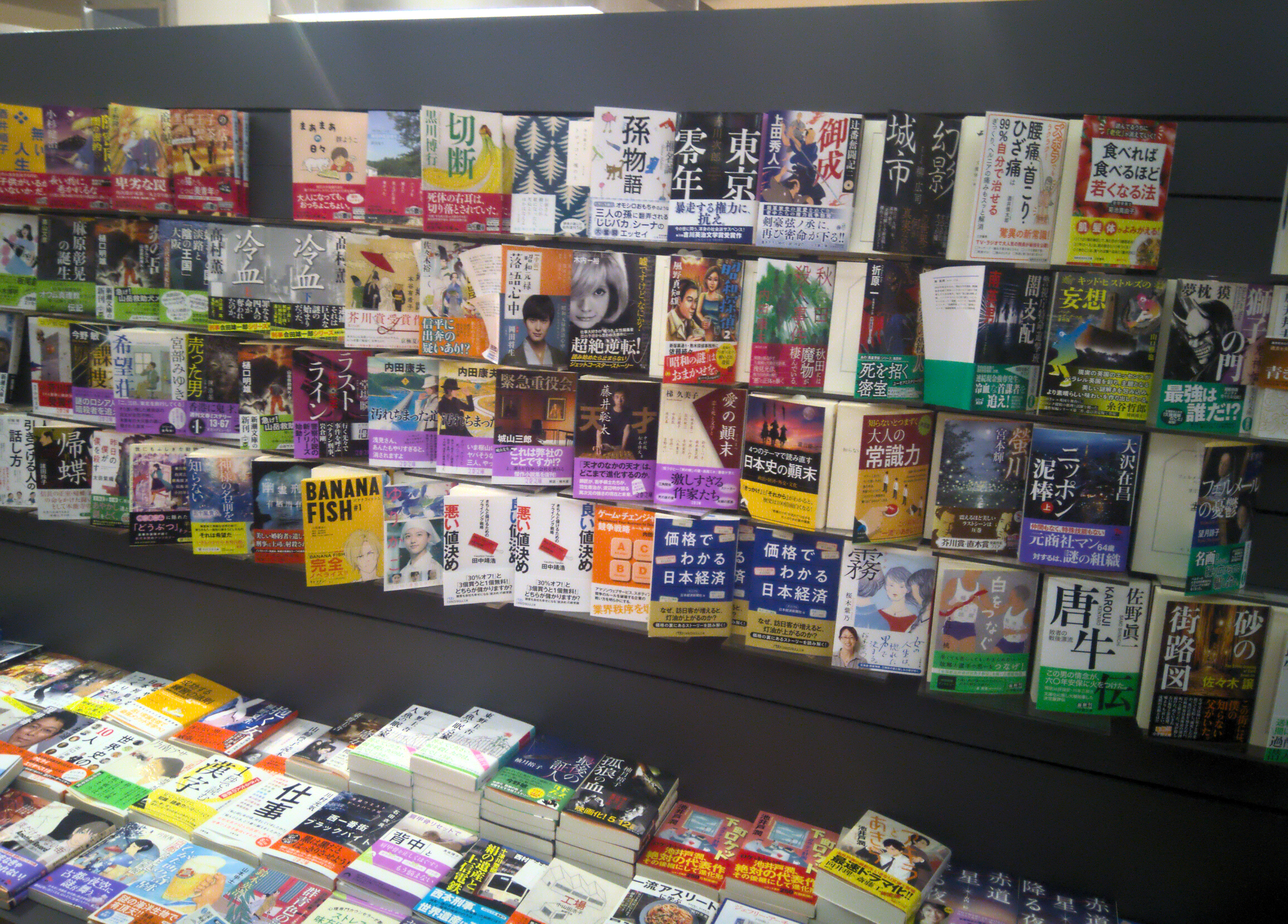
Uma variedade de Bunkobon numa livraria

No Japão, bunkobon (文庫本) são livros de formato pequeno, geralmente em brochura, que se destacam por sua acessibilidade e preço baixo, tornando-os populares entre os leitores. Esses livros têm o objetivo de ser compactos, facilitando o transporte e o armazenamento. Além disso, os bunkobon são amplamente utilizados para a publicação de light novels, romances e outros tipos de ficção popular. Eles são conhecidos por sua capacidade de serem facilmente carregados e por serem mais baratos do que edições de capa dura ou de tamanho maior, tornando-os uma escolha prática para o público em geral. Muitas vezes, as capas dessas edições são atraentes e coloridas, com designs que chamam a atenção, especialmente em lançamentos de novas séries ou adaptações populares.
A grande maioria dos Bunkobon tem o tamanho A6 (105×148mm ou 4,1"×5,8").  Eles são às vezes ilustrados e como outros bolsos de papel japoneses, geralmente possuem uma capa protetora sobre uma capa simples. Os bunkobon modernos podem incluir desde best-sellers até obras acadêmicas, e seu tamanho compacto os torna úteis durante o trajeto diário, como no caso de deslocamentos de trem ou ônibus. Eles são usados para fins semelhantes aos paperbacks de mercado de massa no Ocidente, geralmente para edições mais baratas de livros que já foram publicados como capa dura. No entanto, os bunkobon são tipicamente impressos em papel durável e encadernados de forma resistente, e alguns trabalhos são inicialmente publicados nesse formato, antes de serem lançados em outros tipos de edição.
Bunkobon leva seu nome da editora Iwanami Shoten, que, em 1927, lançou a Iwanami Bunko (Biblioteca Iwanami), uma série de obras internacionais com o objetivo de "levar os clássicos, tanto antigos quanto novos, do Oriente e do Ocidente, ao maior público possível". A série original da Iwanami Bunko é creditada por ter transformado os livros no Japão em mercadorias acessíveis e de mercado de massa.
O formato Bunkobon começou a florescer no final da década de 1920, após o desenvolvimento da tecnologia de impressão capaz de produzir em massa livros e revistas baratos. Durante esse período, a indústria japonesa desenvolveu ainda mais o formato Bunkobon, baseando-se nos formatos de livros Reclam's Universal-Bibliothek da Alemanha.